# Vallo della Lucania
Vallo della Lucania (kurz Vallo) ist eine süditalienische Gemeinde (comune) mit 7951 Einwohnern (Stand: 31. Dezember 2023) in der Provinz Salerno in der Region Kampanien. Die Verwaltung des Nationalparks Cilento und Vallo di Diano hat ihren Sitz in Vallo della Lucania. Der Ort ist zugleich Sitz der Comunità Montana Zona del Gelbison e Cervati sowie des römisch-katholischen Bistums Vallo della Lucania. Schutzpatron des Ortes ist der hl. Pantaleon.

## Geografie
Vallo della Lucania liegt südlich von Salerno im Cilento. Die drei Ortsteile (frazioni) sind Angellara, Massa Lucania und Pattano. Auf dem Gemeindegebiet liegt der Monte Gelbison.
Die Nachbargemeinden sind Cannalonga, Castelnuovo Cilento, Ceraso, Gioi, Moio della Civitella, Novi Velia und Salento.

## Sehenswürdigkeiten
- Kathedrale San Pantaleone, errichtet zwischen 1700 und 1736
- Abtei von Santa Maria di Pattano, Ruine eines byzantinischen Klosters

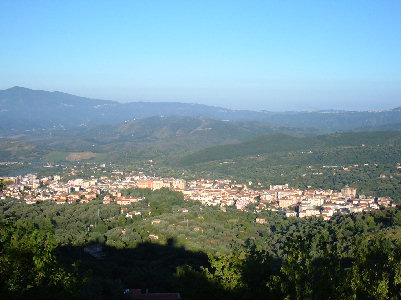
Panorama
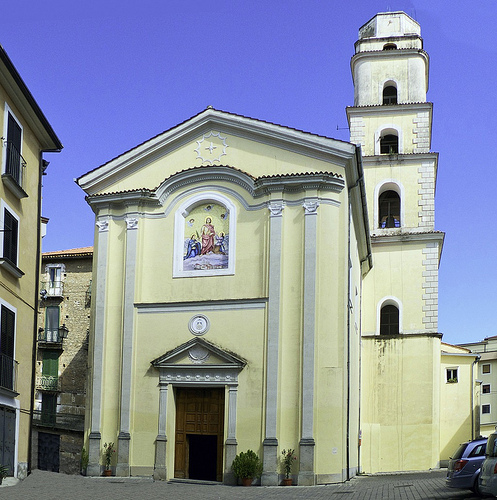
Kathedrale
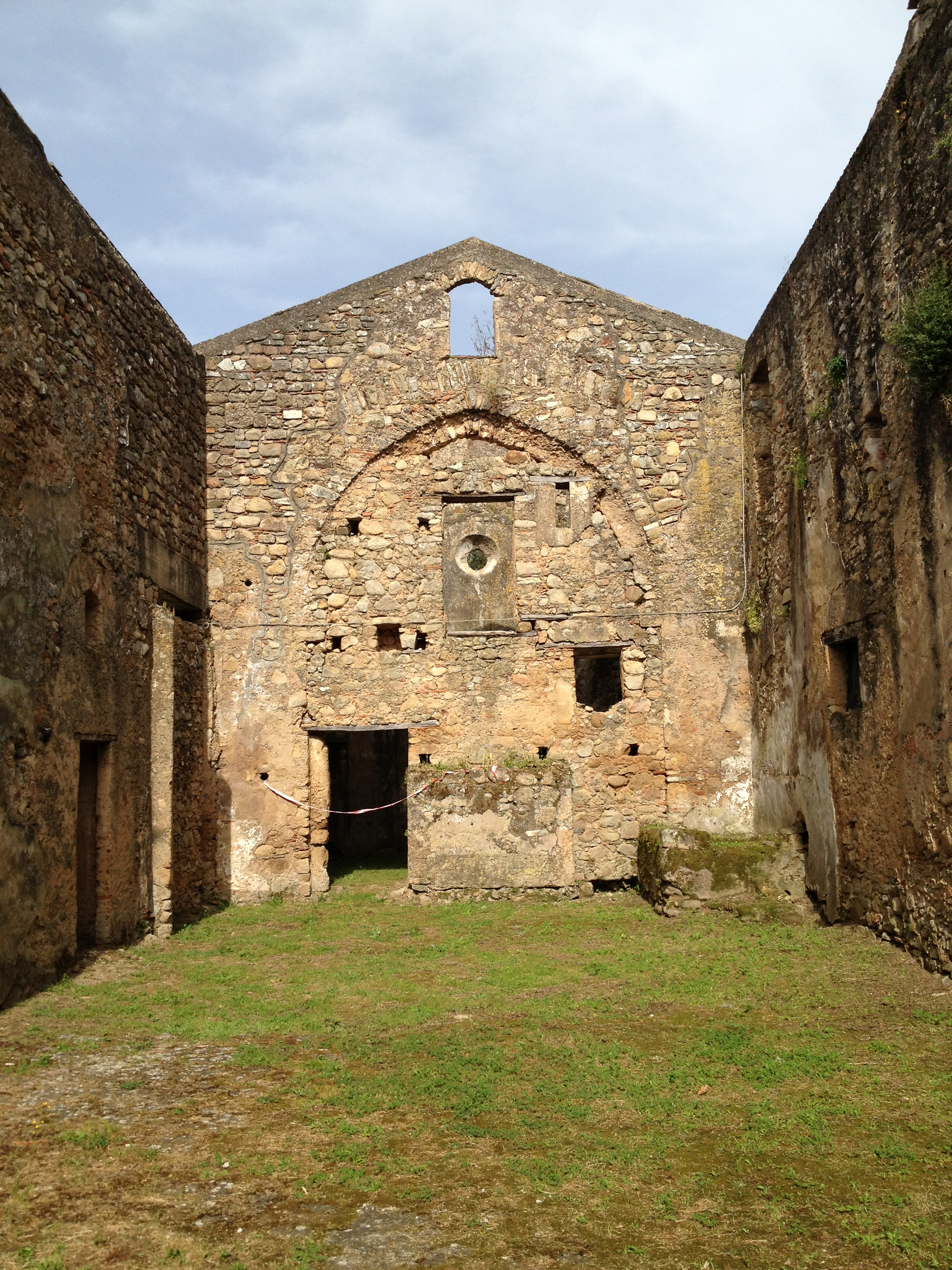
Ruine der Abteikirche

## Wirtschaft und Infrastruktur
Vallo della Lucania ist als eines der größten Städte der Region das  wirtschaftliche und schulische Zentrum des Cilento.
Das Istituto Musicale „R. Goitre“, gegründet von Santina De Vita, ist das musikalische Zentrum das im Cilento für die musikalische Ausbildung steht.
Im Ortsteil Vallo Scalo von Casal Velino befindet sich der Bahnhof Vallo della Lucania-Castelnuovo an der Strecke Neapel–Reggio di Calabria.
Neben dem staatlichen Krankenhaus der Gemeinde gibt es auch die Privatklinik „Cobellis“, die ihren Sitz in Vallo della Lucania hat.
Örtlicher Fußballverein ist der A.S.D. Gelbison Cilento Vallo della Lucania.

## Persönlichkeiten
- Giovanni Lanzalone (1852–1936), Dichter, Schriftsteller und Literaturkritiker
- Romeo Oliva (1889–1975), Admiral während des Zweiten Weltkriegs
- Maria Agresta (* 1978), Sopranistin
- Elisa Oricchio (* 1979), Biologin
- Cristian Molinaro (* 1983), Fußballspieler